# Le Chandelier enterré
Pour les articles homonymes, voir Chandelier (homonymie).

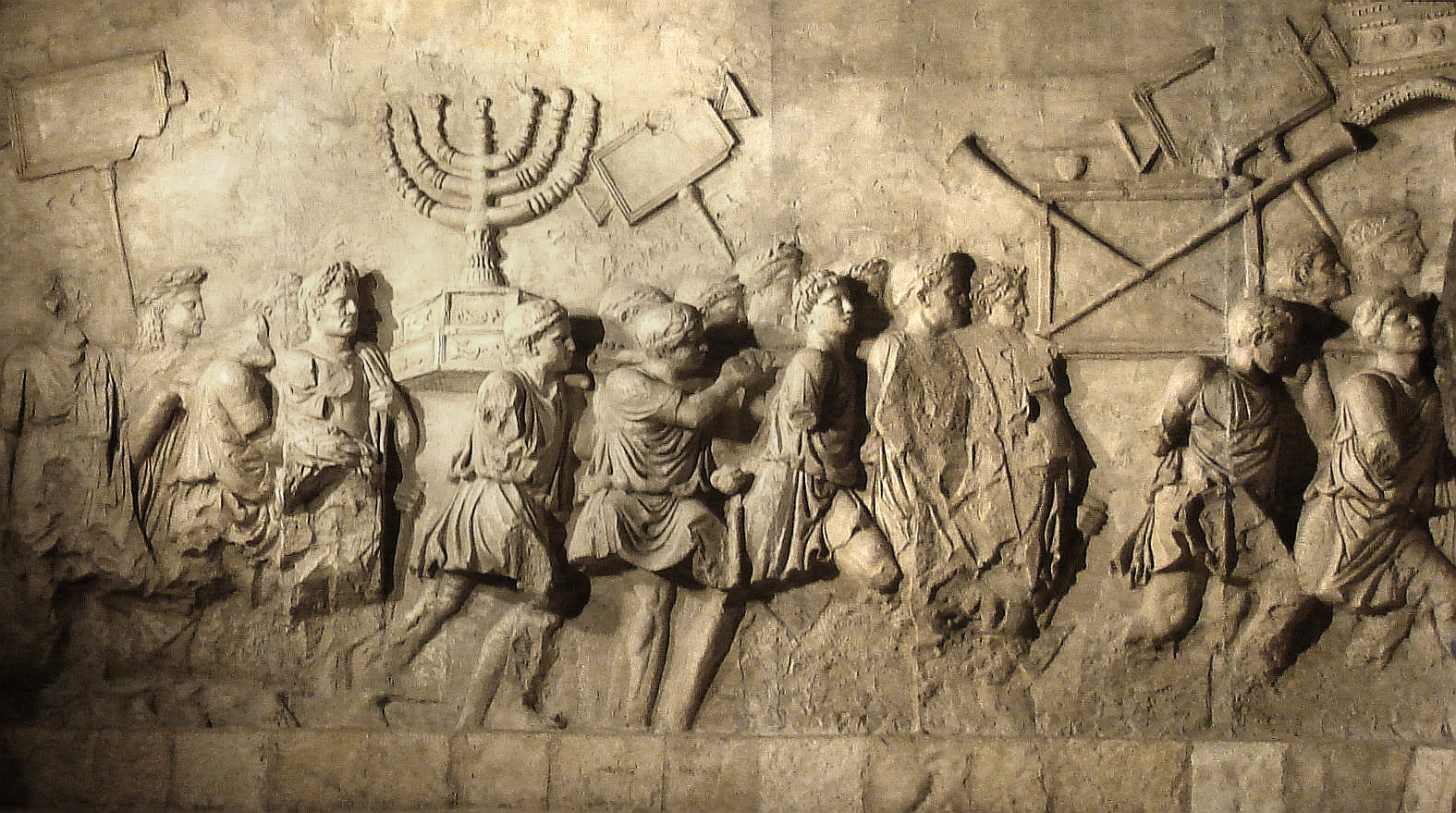
Vol du chandelier à la suite de la prise de Jérusalem.

Le Chandelier enterré est une légende concernant le candélabre sacré allumé en permanence dans le Temple de Jérusalem.
Lors de la conquête de Jérusalem par Titus en 70 et la destruction du Second Temple, les Romains emportent comme trophée le chandelier ou Ménorah en or massif. Il fait ensuite partie du butin emporté par les Vandales lors du sac de Rome de 455.
Le récit de Stefan Zweig (1937) relate le sac de Rome puis raconte la quête de la menorah par Benjamin Marnefesch (« l'homme que Dieu a rudement éprouvé ») deux générations plus tard et son sauvetage par Benjamin et Zacharie à Byzance.